# Vretstorp
Vretstorp est une localité de Suède dans la commune de Hallsberg située dans le comté d'Örebro.
Sa population était de 902 habitants en 2019.